# Боловеніш
Боловеніш (рум. Bolovăniș) — село у повіті Бакеу в Румунії. Входить до складу комуни Гімеш-Феджет.
Село розташоване на відстані 242 км на північ від Бухареста, 66 км на захід від Бакеу, 131 км на південний захід від Ясс, 112 км на північ від Брашова.

## Населення
За даними перепису населення 2002 року у селі проживали 1011 осіб.
Національний склад населення села:
| Національність | Кількість осіб | Відсоток |
| -------------- | -------------- | -------- |
| румуни         | 844            | 83,5%    |
| угорці         | 165            | 16,3%    |

Рідною мовою назвали:
| Мова      | Кількість осіб | Відсоток |
| --------- | -------------- | -------- |
| румунську | 815            | 80,6%    |
| угорську  | 196            | 19,4%    |